# Новый Кирпичный
Новый Кирпичный — упразднённый посёлок в Лузском муниципальном округе Кировской области России. На момент упразднения входил в состав Лузского сельсовета. В 1988 году включен в состав деревни Соколино и исключен из учётных данных.

## География
Посёлок находился в северо-западной части Кировской области, в подзоне средней тайги, к северу от реки Лузы, на расстоянии менее одного километра к северу от города Лузы, административного центра района.
Климат
Климат характеризуется как умеренно континентальный, с холодной продолжительной зимой и прохладным коротким летом. Средняя температура воздуха самого холодного месяца (января) составляет −14,5 °C (абсолютный минимум — −52 °С); самого тёплого месяца (июля) — 16,7 °C (абсолютный максимум — 35 °С). Годовое количество атмосферных осадков — 638 мм, из которых 310 мм выпадает в период с мая по сентябрь. Период активной вегетации длится 120 дней.

## История
Решением Кировского облисполкома от 31 марта 1988 г. № 192 – д. Соколино и жилые дома кирпичного завода Лузского сельсовета объединены в один населенный пункт д. Соколино.